# 全日本空手審判機構
一般社団法人全日本空手審判機構（ぜんにほんからてしんぱんきこう、英語: Japan Karate Judge Organization、通称：JKJO）は、フルコンタクト空手の大会の審判員の養成とルールの整備を目的に作られた任意の交流機構。

## JKJOとは
JKJOは「機構」であり「組織」ではない。したがって「上下関係や利害関係は発生させない」というのが概念であり、あくまでもこれからの空手界の発展のためにいろいろな「壁」や「溝」を越えて皆が団結協力し、未来を担う子供達に「フルコンタクトカラテ」、 「空手道」というすばらしい文化を継承して行くことをその主旨とし、目的としている。

## 概要
当初は、「IKJO統一空手審判機構」という名称で行われていたが、かねてから関西でも審判講習会の開催に向け尽力していた「フルコンタクト空手審判機構」との協力合併という形で名称を「JKJO全日本空手審判機構」とする事になり、
関西との協力関係から九州でも審判講習会が行われ、続いて中部、さらには海を越え北海道へと続いた。
そして、発足当時から毎回参画していた甲信越への開催へと広がり、中国四国でも審判講習会が開催され文字通り「全日本空手審判機構」として活動し、現在に至る。

## 歴史
2003年6月に設立。
2004年11月に「JKJO全国会議」を愛知にて開催。JKJOとして最初の全国会議となり、検定員制度確立や様々なルール基準の地域差なども話し合われる。
2006年夏より、季刊誌「JKJOマガジン『オス！カラテ！』」を発行。
2007年12月、川崎市とどろきアリーナ（メインアリーナ）において、「第1回JKJO全日本ジュニア大会」が開催される。JKJOとして初の全国大会の開催となった。
2009年11月、国立代々木競技場（第2体育館）において、「第1回全日本空手道選手権大会」を開催。
2011年8月、大会の運営業務を行う法人組織として、「一般社団法人JKJOフルコンタクト委員会」を立ち上げる。
2020年11月1日より、「一般社団法人 全日本空手審判機構（JKJO）」と名称を変更。

## 開催大会
- JKJO全日本空手道選手権大会
- JKJO全日本シニア空手道選手権大会
- JKJO全日本ジュニア大会・選抜大会
- JKJO全日本学生フルコンタクト大会